# كلوديا ألفاريز
كلوديا ألفاريز (بالإسبانية: Claudia Álvarez)‏ هي عارضة وممثلة مكسيكية، ولدت في 6 أكتوبر 1981 بمدينة مكسيكو في المكسيك.

## وصلات خارجية
- كلوديا ألفاريز على موقع IMDb (الإنجليزية)
- كلوديا ألفاريز على موقع قاعدة بيانات الفيلم (الإنجليزية)